# 松野莉奈
松野 莉奈（まつの りな、1998年7月16日 - 2017年2月8日）は、日本の歌手、モデル、女優、タレント。東京都出身。
生前は、スターダストプロモーションに所属。私立恵比寿中学のメンバー（2010年5月22日 - 2017年3月31日、実際の活動期間は2017年2月7日まで）であった。

## 経歴
小学1年生のとき、表参道でスカウトされて芸能界入り。子役としてCM、テレビドラマ、映画などに出演する。
2009年からスターダストプロモーション芸能3部のタレントで結成されたジュニアアイドルグループ「みにちあ☆ベアーズ」の初期メンバーとして活動、2010年4月に同グループを卒業した。
2010年5月（当時小学6年生）、女性アイドルグループ私立恵比寿中学（エビ中）に転入（加入）。エビ中は2012年5月にメジャーデビュー、2013年にさいたまスーパーアリーナでワンマンライブを開催した。エビ中での出席番号は9番でイメージカラーは青
2013年8月17日（当時中学3年生）公開の映画「ジョーカーゲーム 脱出」に島本紀子 役で出演。2013年11月、通販カタログ「haco.」にてモデルを務め、2014年2月の号にも掲載された。
2014年4-6月（当時高校1年生）、テレビ埼玉「エビ中の天才盆栽中学生(仮)」に池田貴史・柏木ひなたとレギュラー出演した。
2015年4月（当時高校2年生）、女性誌「ROLa」にて、私立恵比寿中学 松野莉奈の「見た目は大人 中身は子供」相談室を連載開始。同年5月、女性向けファッション雑誌「LARME」のレギュラーモデルに就任した。
2016年7月19日（当時高校3年生）、ソロライブ「rinanan RADIO SHOW!!」を東京・ステラボールにて開催。松野がDJを務める架空のラジオ番組として公演を進行した。
2016年7月29日、モデルとして東京・代々木第二体育館で開催された「Girls Summer Festival by GirlsAward」に出演、「Honey Cinnamon」のステージで初めてランウェイを歩いた。
2016年12月22・23日に開催された「私立恵比寿中学 クリスマス大学芸会2016『エビ中のオーシャンズガイド』」で、真山・安本との3人組ユニット「ぷくぷく」として楽曲『新大陸』を披露した。2016年12月24日に個人のInstagramを開設した。
2017年2月8日午前5時頃、致死性不整脈（心室細動または心室頻拍）のため死去。18歳没。翌日のイベント出演のため大阪に向かう電車で体調不良を訴え、急遽帰京した後の不整脈発症であった。若い人が致死性不整脈で亡くなることは極めてまれである。10日、エビ中公式サイトで2月25日にパシフィコ横浜・国立大ホールにて開催予定であったファンクラブイベントを中止し「松野莉奈を送る会」を開催することを発表した。
2017年2月14日の公式ブログにおいて、マネージャーがエビ中メンバーとともに松野家へ訪れ、松野の父母と思い出を語りあったことを報告した。松野の父は「娘がエビ中に入って変わった。いろいろなことができるようになった。良い経験をさせてくれました」と語った。2月25日、パシフィコ横浜で「松野莉奈を送る会」が開催され、エビ中メンバーや姉妹グループのももいろクローバーZをはじめ、振り付け師のラッキィ池田や音楽主任のヒャダイン、イベントで共演した氣志團ほか、約2万人が参列した。
死去によるエビ中からの脱退に関して正式には明言されていないが、2017年4月になってから公式ホームページよりプロフィールが削除されている。
なお、2018年時点でも車折神社境内社の芸能神社には、寄進者である松野の名前を記した朱塗りの玉垣が奉納されているものの、更新されるかは未定である。
2019年6月22日、『「MUSiC」フェス～私立恵比寿中学開校10周年記念 in 赤レンガ倉庫 ～』が開催され、「エビ中フェスをやりたい！」という松野の夢が実現した。

## 人物
- 愛称は「りななん」。
- 趣味はお菓子作り、絵を描くこと。
- 一人っ子。父はシェフ、母はパティシエの料理人一家であった。
- 特技は水泳、体が柔らかいこと。
- 高校入学時から大学進学を視野に入れていた。
- ライブに行くほどFlowerのファン[19]。
- 好きな言葉は「これを知る者は、これを好む者に如かず。これを好む者は、これを楽しむものに如かず」[20]
- 一番好きな季節は夏。2015年6月、シングル『夏だぜジョニー』インタビューで夏に関する話題になり「夏は一番好きな季節です。夏は長いようで短く感じるけど、それは楽しいことがいっぱい詰まってるからだと思うんです。」と語った[21]。『夏だぜジョニー』のビジュアルを松野は気に入っていた[22]。

### モデルとして
- 2015年5月から女性向けファッション雑誌「LARME」のレギュラーモデルを務めていた。
- 2015年10月10日、松野がプロデュースした私立恵比寿中学のライブ「自習vol.4」一時間目を開催、「EBISU GIRLS COLLECTION」と銘打ったファッショナブルなステージを展開した[23]。
- 2016年7月29日、モデルとして東京・代々木第二体育館で開催された「Girls Summer Festival by GirlsAward」に出演、「Honey Cinnamon」のステージでランウェイを歩いた。
- 2016年8月のインタビューで夢を叶える秘訣を問われ、「心がけているのは、いつチャンスが来てもいいように準備しておくこと。ファッション誌に出たくてずっとモデルさんに憧れていたので、スタイルを維持することは特に気をつけてきました。そんな中で『LARME』さんに声をかけていただいて『夢が叶った』と思いました。今はこのチャンスを無駄にしないように、もっともっと努力していこうと思っています。」と答えている[9]。

### 私立恵比寿中学として
- 自己紹介は「私（ま〜つ〜の）りなです（ここまであみんの『待つわ』にのせて）。見た目は大人、中身は子供。出席番号9番、松野莉奈です」。
- 出席番号は9、メンバーカラーは青。
- 2009年から2010年4月までジュニアアイドルグループみにちあ☆ベアーズの初期メンバーとして活動していた。
- 2010年5月22日、女性アイドルグループ私立恵比寿中学（エビ中）に、松野と星名美怜ら4名が同時に転入（加入）した。当時のエビ中メンバーは、真山りか（エビ中結成メンバー）、安本彩花（みにちあ☆ベアーズの初期メンバー、2009年10月エビ中に転入）、廣田あいか（2010年4月に転入）ら12名。柏木ひなたは同年11月に転入した。エビ中はメンバーの増減を経て9人体制となり、2012年5月にメジャーデビューした。
- 同学年の4人（安本彩花、廣田あいか、松野莉奈、柏木ひなた）でユニット「くっつきブンブン」を結成して楽曲『いつかのメイドインジャピャ〜ン』を大型ワンマンライブなどで披露したことがある。松野らの学年カラーは緑、2013年までの9人体制の中では低学年の4人（1998-1999年生まれ）であった。

| 出席番号 | 名前       | 学年 | 学年カラー |
| -------- | ---------- | ---- | ---------- |
| 1番      | 瑞季       | 中5  | 青         |
| 3番      | 真山りか   | 中5  | 青         |
| 4番      | 杏野なつ   | 中4  | ピンク     |
| 5番      | 安本彩花   | 中3  | 緑         |
| 6番      | 廣田あいか | 中3  | 緑         |
| 7番      | 星名美怜   | 中4  | ピンク     |
| 8番      | 鈴木裕乃   | 中4  | ピンク     |
| 9番      | 松野莉奈   | 中3  | 緑         |
| 10番     | 柏木ひなた | 中3  | 緑         |

- その後エビ中は2014年1月に小林歌穂と中山莉子の2人（かほりこ）が転入、同年4月に3人が転校してからは8人組グループとして活動していた。
- 松野のソロ曲『できるかな?』がある。2014年6月15日の春ツアーファイナル[24]、2014年11月8日の東西大学芸会2014（ウエディングドレス姿）[25]などで披露され、2015年12月12日発売の「エビ中のユニットアルバム さいたまスーパーアリーナ2015盤」に収録された[26]。
- エビ中の楽曲で特に好きなのは「全力☆ランナー」。歌い出しが松野から始まる同曲は「最初に聴いたときから好きだけど、時間が経ってまた好きなところが増えていった」という[27]。

| 出席番号 | 名前       | 学年 | メンバーカラー |
| -------- | ---------- | ---- | -------------- |
| 3番      | 真山りか   | 中7  | 紫             |
| 5番      | 安本彩花   | 中5  | 緑             |
| 6番      | 廣田あいか | 中5  | 黄緑           |
| 7番      | 星名美怜   | 中6  | ピンク         |
| 9番      | 松野莉奈   | 中5  | 青             |
| 10番     | 柏木ひなた | 中5  | オレンジ       |
| 11番     | 小林歌穂   | 中3  | 黄色           |
| 12番     | 中山莉子   | 中3  | 水色           |

## 出演
※私立恵比寿中学としての出演／作品は、「私立恵比寿中学」の項を参照のこと。

### テレビ
- ジェネレーション天国（2013年5月20日、フジテレビ系）
- カンニングのDAI安吉日!（2015年4月29日、BSフジ）

### ドラマ
- 下北サンデーズ 第8話（2006年8月31日、テレビ朝日）
- 役者魂! 第1話（2006年10月17日、フジテレビ） - 小学生の瞳美 役

### 映画
- 1303号室（2007年10月27日、スリー・ジー・コミュニケーションズ、監督：及川中）
- 短編映画集男たちの詩「灯台」（2008年9月6日、アドビジョン、監督：中野裕之）
- なんなら君と遠くまで（2012年）
- ジョーカーゲーム 脱出（2013年8月17日、AMGエンタテインメント） - 島本紀子 役[28]
- 古都[29]（2016年12月3日、監督：Yuki Saito、2019年11月10日にハリウッドのen:Asian World Film Festivalで上映[30][31]）

### CM
- 日本マクドナルド「ハッピーセット」（2006年3月 - 12月）
- 住友生命保険相互会社「四葉のクローバー」篇（2006年5月13日 - ）
- 三菱自動車 デリカ（2007年5月 - ）- 共演:渡辺めぐみ、池田正樹、加藤弘之
- ミサワホーム（2007年4月 - 2008年4月）
- Panasonic VIERA（2007年8月 - 2008年2月）
- KONAMI「とんがりボウシと魔法のお店」（2010年11月 - ）

### MV
- 槇原敬之 feat. KURO from HOME MADE 家族「ほんの少しだけ」

### その他
- OCN TODAY 今日の美少女写真Vol.54 - ウェイバックマシン（2011年11月8日アーカイブ分）
- 三越伊勢丹 STRAWBERRY STYLE BOOK 2015

## 書籍

### 雑誌
- We Can 2009年9月号（2009年8月8日、トランスワールドジャパン）
- アオハル（集英社、2013年8月8日） - 「バーガーキング」とのコラボ写真企画[32]
- 通販カタログ「haco.」 no.37 2013-2014 WINTER／no.38 SPRING 2014 - モデルとして[33][34]
- LARME（徳間書店、2015年5月 - ） - レギュラーモデル[1]
- ROLA（新潮社、2015年4月 - 2016年6月号） - 「私立恵比寿中学 松野莉奈の「見た目は大人 中身は子供」相談室」連載
  - 休刊後、インターネットマガジンサイト「ROLA」で継続（2015年4月1日 - 2017年3月）。
  - 2017年2月8日の死去後も、遺族の意向と事務所の了承を受け、取材終了分をまとめて3月いっぱいまで連載を続けることになった[35]。
- 装苑（文化出版局、2013年1月号、2014年4月号、2016年7月号）
- Ebi Collection（東京ニュース通信社、vol.8 vol.13 vol.25）

### フォトブック
- Rina（STARDUST★PICTURES、2017年7月16日）[36]
  - 死去後、両親の協力のもと完成した。エビ中、モデル、女優として活躍してきた松野莉奈を凝縮した1冊。その他、本人が好きなものや、愛犬などについてもまとめられている。

## エピソード
- レギュラー番組エビ中++で、松野が番組開始当初に「自然と触れ合いたいので、バーベキューかハイキングと“＋＋”してみたいです。みんなでやると楽しいはずです！」と語っていた願望が「エビ中＋BBQ」として2015年6月25日/7月2日放送回で実現した[37]。
- 2015年6月27日に東京・NHKホールにて開催された「私立恵比寿中学 飛び出せ全十ホールツアー2015～わっくわくはるバルーンGOGO～」の追加公演で、同日に17歳の誕生日を迎えた安本彩花をサプライズで祝うコーナーがあり、安本のソロ曲「またあえるかな」をメンバー7人が安本に語り掛けるように歌い、松野が感極まって安本を抱きしめながら歌う場面があった[38]。
- 2015年8月22日に新潟県長岡市の国営越後丘陵公園にて開催された「エビ中 夏のファミリー遠足 略してファミえん in 長岡2015」のライブ終盤、長岡の夜空に打ち上がる花火を見ながら「毎年こうやってエビ中ファミリーと花火が見れたらいいなと思う」と涙を流した[39]。
- 2016年、当時休養していた柏木ひなたが復帰に向けた不安を松野に明かしたところ、松野は「ひなたがいなきゃエビ中じゃないでしょ」と当たり前のように言ってくれたという。柏木は松野の言葉にすごく救われたと感謝している[40]。
- 2016年5月31日、埼玉・西武プリンスドームにてエビ中メンバーとプロ野球『日本生命セ・パ交流開幕戦』埼玉西武ライオンズ対横浜DeNAベイスターズの始球式に登板、胸を張ったバランスのとれたフォームを披露した[41]。

- 2017年5月5日、私立恵比寿中学の新曲『感情電車』のミュージックビデオが公開された。松野が生前に家族旅行で訪れた箱根をメンバーが訪れ、箱根旅行を楽しむ様子で構成されている[42]。『感情電車』には生前にレコーディングした松野のフルパート音源があり、『感情電車 (松野莉奈ver.)』としてBlu-ray「EVERYTHING POINT 5」に収録されている。
- 2017年5月31日、私立恵比寿中学のアルバム「エビクラシー」が発売された。収録曲の『なないろ』は7月16日生まれの松野への思いが込められたナンバーで、ミュージックビデオは青い空の下で7人のメンバーが歌うシーンで構成されている。作詞・作曲は、テレビ埼玉「エビ中の天才盆栽中学生(仮)」で松野・柏木と共演し『頑張ってる途中』『U.B.U.』や同番組のテーマソング『盆栽ガール』（ひなたでまつの）を提供した池田貴史[43]。
- 2017年4月22日から全国ツアー「私立恵比寿中学 IDOL march HALLTOUR 2017〜今、君とここにいる〜」が始まり[44]、7月16日にツアーファイナルを迎えた[45]。ペンライトの青色（松野のイメージカラー）は特別な意味を持ち、松野の誕生日7月16日と命日2月8日はファンにとって特別な日とされている。
- 2019年6月22日、『「MUSiC」フェス〜私立恵比寿中学開校10周年記念 in 赤レンガ倉庫〜』が開催された。
- 2021年7月16日、YouTubeチャンネル「THE FIRST TAKE」にて動画「私立恵比寿中学 - なないろ / THE FIRST TAKE」が公開された[46]。
- 2022年3月、桜井のりおの漫画「僕の心のヤバイやつ」と私立恵比寿中学のコラボが発表された。第1弾は『感情電車』のインスパイア・ムービー[47]。